# Airaines
Airaines é uma comuna francesa na região administrativa de Altos da França, no departamento de Somme. Estende-se por uma área de 24,88 km². Em 2010 a comuna tinha 2 411 habitantes (densidade: 96,9 hab./km²).